# Набэсима, Наомото
Наомото Набэсима (яп. 鍋島 直要 Набэсима Наомото, 14 декабря 1935 — 27 июня 2008) — японский предприниматель, гольфист, 14-й глава рода Набэсима, троюродный брат императора Акихито.

## Биография
Родился 14 декабря 1935 года в семье Наоясу Набэсимы, члена Палаты пэров Японии и гольфиста, и Кикуко Асака, дочери Асаки-но-мии Ясухико.
Наомото бросил учёбу в Университете Кэйо и окончил Монмутский колледж в Иллинойсе. С 1964 года занимал пост президента компании Nabeshima Pottery, а с 1967 года президента компании Imperial Enterprises.
Как и его отец, увлекался гольфом и занимал должность исполнительного директора Японской ассоциации гольфа. Повлиял на таких игроков, как Масахиро Курамото, во времена его любительской карьеры, и Тэцуо Саката, который впоследствии стал одним из лидеров любительского гольфа в Японии.

## Семья
Наомото Набэсима был женат на Мотоко Кимуре (1935—1990), внучке Масадзиро Кимуры (1865—1949), политика и члена Палаты представителей. Их сын, Наомаса (род. 1959), общественный деятель префектуры Сага.